# Governo Pashinyan III
Il Governo Pashinyan III è il governo della Repubblica d'Armenia, il primo della VIII legislatura. Il governo è stato formato in seguito alle elezioni legislative anticipate armene del 20 giugno 2021.
Alla fine del conteggio dei voti, il partito Contratto Civile è risultato vincitore, nonostante un calo in termini di voto, rispetto alle elezioni precedenti, raccogliendo oltre il 53% dei voti espressi.
Il Presidente della Repubblica d'Armenia Armen Sarkissian a partire dal 2 agosto 2021 ha firmato i decreti di nomina a Primo ministro di Nikol Pashinyan e del Vice Primo ministro Suren Papikian. Il giorno successivo Mher Grigoryan ha ottenuto la riconferma al ruolo di Vice Primo ministro che ricopre in continuità a partire dal giugno 2019, ovvero dall'insediamento del governo Pashinyan I.

## Compagine di governo

### Appartenenza politica
L'appartenenza politica dei membri del Governo al momento del giuramento era la seguente:
| Partito | Partito          | Primo ministro | Vice primo ministro | Ministri | Totale |
| ------- | ---------------- | -------------- | ------------------- | -------- | ------ |
|         | Contratto Civile | 1              | 1                   | 6        | 8      |
|         | Indipendenti     | -              | 1                   | 6        | 7      |
| Totale  | Totale           | 1              | 2                   | 12       | 15     |

L'appartenenza politica dei membri del Governo attualmente è la seguente:
| Partito | Partito          | Primo ministro | Vice primo ministro | Ministri | Totale |
| ------- | ---------------- | -------------- | ------------------- | -------- | ------ |
|         | Contratto Civile | 1              | -                   | 8        | 9      |
|         | Indipendenti     | -              | 2                   | 4        | 6      |
| Totale  | Totale           | 1              | 2                   | 12       | 15     |

### Provenienza geografica
La provenienza geografica dei membri del Governo al momento del giuramento si può così riassumere:
| Provincia     | Primo ministro | Vice primo ministro | Ministri | Totale |
| ------------- | -------------- | ------------------- | -------- | ------ |
| Tavowš        | 1              | -                   | 1        | 2      |
| Aragaçotn     | -              | 1                   | -        | 1      |
| Loṙi          | -              | 1                   | -        | 1      |
| Erevan        | -              | -                   | 6        | 6      |
| Ararat        | -              | -                   | 1        | 1      |
| Armavir       | -              | -                   | 1        | 1      |
| Geġark’ownik’ | -              | -                   | 1        | 1      |
| Syunik        | -              | -                   | 1        | 1      |

### Sostegno parlamentare
| Camera                     | Collocazione | Gruppi parlamentari      | Seggi    |
| -------------------------- | ------------ | ------------------------ | -------- |
| Assemblea nazionale armena | Maggioranza  | KP (69)                  | 69 / 107 |
| Assemblea nazionale armena | Opposizione  | HD (28), PUD (6), NI (4) | 38 / 107 |

## Composizione
Il Governo è composto da 15 ministri (compreso il Primo ministro e i suoi vice).
| Presidenza del Governo                        | Presidenza del Governo | Presidenza del Governo                                  | Presidenza del Governo                             |
| Carica                                        | Titolare               | Titolare                                                | Titolare                                           |
| --------------------------------------------- | ---------------------- | ------------------------------------------------------- | -------------------------------------------------- |
| Primo ministro                                |                        |                                                         | Nikol Pashinyan (KP)                               |
| Vice primo ministro                           |                        |                                                         | Mher Grigoryan (Ind.)                              |
| Vice primo ministro                           |                        | Suren Papikyan (KP) Fino al 15/11/2021                  |                                                    |
| Vice primo ministro                           |                        | Hambardzum Matevosyan (KP) Dal 25/11/2021 al 12/12/2022 |                                                    |
| Vice primo ministro                           |                        | Tigran Khachatryan (Ind.) Dal 19/12/2022                |                                                    |
| Ministri                                      |                        |                                                         |                                                    |
| Affari interni                                |                        |                                                         | Vahe Ghazaryan (Ind.) Fino al 19/11/2024           |
| Affari interni                                |                        | Arpine Sargsyan (Ind.) Dal 20/11/2024                   |                                                    |
| Difesa                                        |                        |                                                         | Arshak Karapetyan (Ind.) Fino al 15/11/2021        |
| Difesa                                        |                        | Suren Papikyan (KP) Dal 15/11/2021                      |                                                    |
| Economia                                      |                        |                                                         | Vahan Kerobyan (KP) Fino al 14/02/2024             |
| Economia                                      |                        | Gevorg Papoyan (KP) Dal 05/03/2024                      |                                                    |
| Istruzione, scienza, cultura e sport          |                        |                                                         | Vahram Dumanyan (Ind.) Fino al 12/12/2022          |
| Istruzione, scienza, cultura e sport          |                        | Zhanna Andreasyan (Ind.) Dal 13/12/2022                 |                                                    |
| Ambiente                                      |                        |                                                         | Romanos Petrosyan (KP) Fino al 09/12/2021          |
| Ambiente                                      |                        | Hakob Simidyan (KP) Dal 10/12/2021 al 16/07/2025        |                                                    |
| Ambiente                                      |                        | Hambardzum Matevosyan (KP) Dal 16/07/2025               |                                                    |
| Finanze                                       |                        |                                                         | Tigran Khachatryan (Ind.) Fino al 19/12/2022       |
| Finanze                                       |                        | Vahe Hovhannisyan (KP) Dal 20/12/2022                   |                                                    |
| Affari esteri                                 |                        |                                                         | ad interim Armen Grigoryan (KP) Fino al 19/08/2021 |
| Affari esteri                                 |                        | Ararat Mirzoyan (KP) Dal 19/08/2021                     |                                                    |
| Salute                                        |                        |                                                         | Anahit Avanesyan (Ind.)                            |
| Industria high-tech                           |                        |                                                         | Vahagn Khachaturyan (Ind.) Fino al 11/03/2022      |
| Industria high-tech                           |                        | Robert Khachatryan (Ind.) Dal 27/04/2022 al 29/12/2023  |                                                    |
| Industria high-tech                           |                        | Mkhitar Hayrapetyan (KP) Dal 29/12/2023                 |                                                    |
| Giustizia                                     |                        |                                                         | Karen Andreasyan (KP) Fino al 05/10/2022           |
| Giustizia                                     |                        | Grigor Minasyan (Ind.) Dal 26/12/2022 al 02/10/2024     |                                                    |
| Giustizia                                     |                        | Srbuhi Galyan (Ind.) Dal 05/11/2024                     |                                                    |
| Lavoro e affari sociali                       |                        |                                                         | Narek Mkrtchyan (KP)                               |
| Amministrazione territoriale e infrastrutture |                        |                                                         | Gnel Sanosyan (KP) Fino al 19/11/2024              |
| Amministrazione territoriale e infrastrutture |                        | David Khudatyan (KP) Dal 21/11/2024                     |                                                    |

### Ministeri soppressi
| Ministri                | Ministri | Ministri                                             | Ministri                                   |
| ----------------------- | -------- | ---------------------------------------------------- | ------------------------------------------ |
| Situazioni di emergenza |          |                                                      | Andranik Piloyan (Ind.) Fino al 01/04/2022 |
| Situazioni di emergenza |          | Armen Pambukhchyan (KP) Dal 13/04/2022 al 30/06/2023 |                                            |

## Il giuramento
Tutti i membri del governo hanno giurato nelle mani del Capo dello Stato Armen Sarkissian in data 10 settembre 2021.
Per l'occasione è stata modificata anche la formula del Giuramento rispetto al giuramento dei governi precedenti. La nuova formula con la quale i membri del governo hanno giurato recita: "Per la realizzazione degli obiettivi nazionali, il rafforzamento della patria, giuro di adempiere ai miei obblighi nei confronti del popolo in buona fede, di osservare la Costituzione della Repubblica di Armenia, le leggi, di promuovere la protezione della sovranità e gli interessi della Repubblica di Armenia".

### Esplicative
1. ↑  Ministero istituito il 9 gennaio 2023.

### Bibliografiche
1. ↑  Decreto di nomina del Presidente della Repubblica di Armenia per Nikol Pashinyan
2. ↑  Decreto di nomina del Presidente della Repubblica di Armenia per Suren Papikian
3. ↑  Decreto di nomina del Presidente della Repubblica di Armenia per Mher Grigoryan.
4. ↑  (EN) Helix Consulting LLC, Government - Structure - The Government  of the Republic  of Armenia, su www.gov.am. URL consultato il 18 agosto 2025 (archiviato dall'url originale l'11 luglio 2025).
5. ↑  (HY) Նախագահական նստավայրում տեղի է ունեցել ՀՀ կառավարության անդամների երդման արարողությունը - Մամուլի հաղորդագրություններ   - Լրատվություն - Հայաստանի Հանրապետության Նախագահ, su www.president.am. URL consultato il 18 agosto 2025 (archiviato dall'url originale il 10 novembre 2024).
6. ↑   Office of the President of the Republic of Armenia, Նախագահական նստավայրում տեղի է ունեցել ՀՀ կառավարության անդամների երդման արարողությունը, 10 settembre 2021. URL consultato il 18 agosto 2025.